# Montreuil-sous-Pérouse
Montreuil-sous-Pérouse (tiếng Breton: Mousterel-ar-Veineg) là một xã của tỉnh Ille-et-Vilaine, thuộc vùng Bretagne, miền tây bắc nước Pháp.

## Dân số
Người dân ở Montreuil-sous-Pérouse được gọi là Montreuillais.
| 1806                                            | 1826 | 1846 | 1866 | 1886 | 1906 | 1926 | 1946 | 1962 | 1968 | 1975 | 1982 | 1990 | 1999 | 2006 |
| ----------------------------------------------- | ---- | ---- | ---- | ---- | ---- | ---- | ---- | ---- | ---- | ---- | ---- | ---- | ---- | ---- |
| 636                                             | 702  | 656  | 651  | 614  | 527  | 503  | 524  | 505  | 509  | 559  | 798  | 889  | 928  | 1027 |
| Starting in 1962: Population without duplicates |      |      |      |      |      |      |      |      |      |      |      |      |      |      |